# 诺斯维尔 (南达科他州)
诺斯维尔（英語：Northville），是美国南达科他州下属的一座城市。根据2010年美国人口普查，该市有人口143人。论人口在本州排行第200。